# Bonaventura

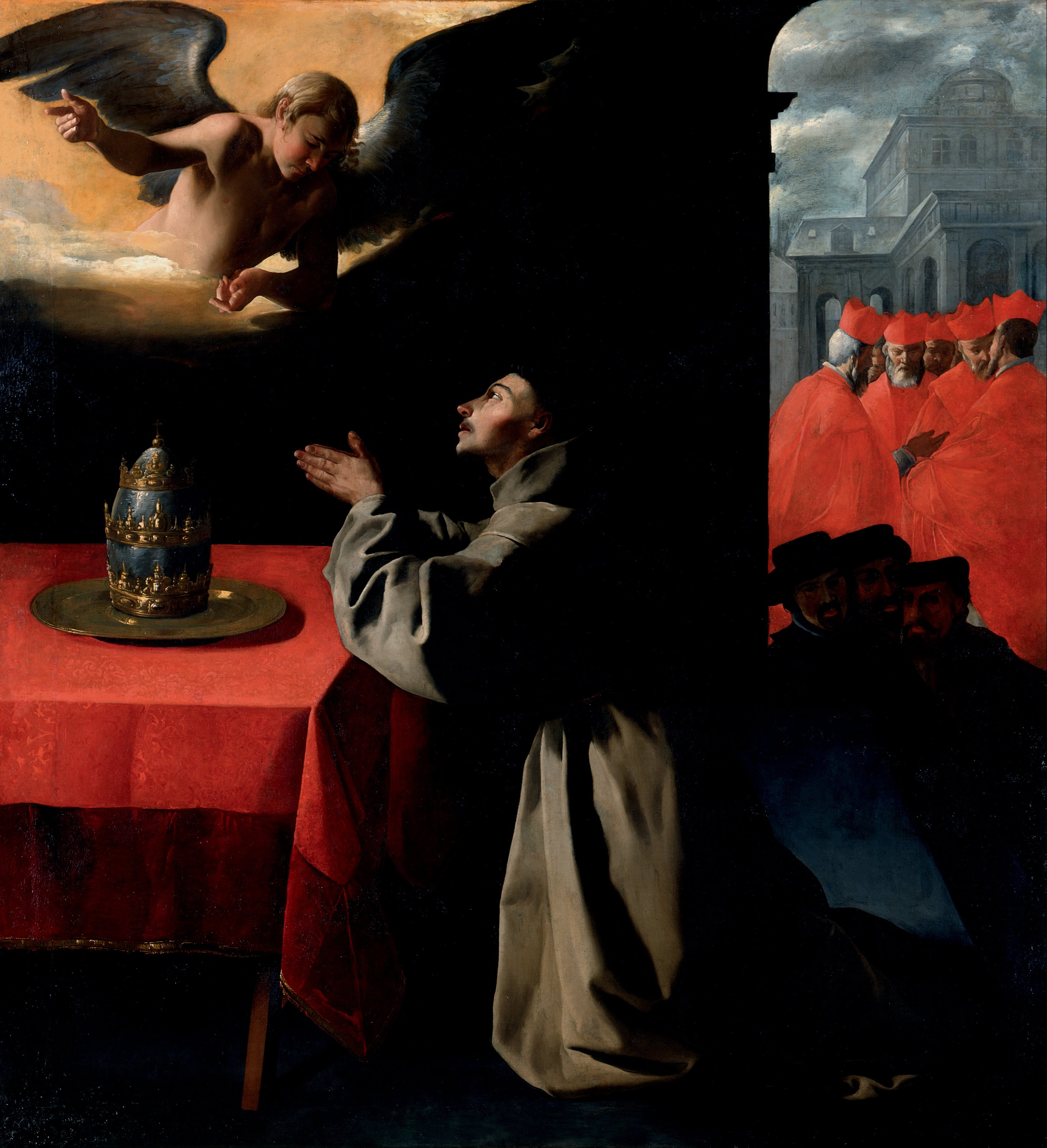
Sf. Bonaventura pictat de Francisco de Zurbarán

Sfântul Bonaventura (nume la naștere Giovanni Fidanza; n. 1221, Bagnoregio, Lazio, Regatul Italiei – d. 15 iulie 1274, Lyon, Regatul Franței) a fost un călugăr franciscan, teolog și filozof, venerat ca sfânt. În anul 1273 a fost făcut cardinal de papa Grigore al X-lea.

## Viața
S-a născut în jurul anului 1221 la Bagnoregio, în apropiere de Viterbo, în Toscana, primind, la botez, numele de Giovanni. Grav bolnav în copilărie, se spune că ar fi fost vindecat de Sfântul Francisc de Assisi, care i-ar fi dat și numele de Bonaventura. 
În afara numelor părinților (Giovanni di Fidanza și Maria Ritela) nu se știe foarte mult despre familia sa. Este de asemenea un episod obscur și motivul schimbării numelui său din Ioan di Fidanza în Bonaventura, explicațiile date pe parcursul timpului dovedindu-se mai degrabă legende. 
În 1235 intră ca student al Universității din Paris, la Facultatea de Arte Liberale, apoi în 1243 devine magister in artibus. În același an se înscrie la Facultatea de Teologie unde preda cel pe care Bonaventura îl va numi „părinte și profesor”, Alexandru din Hales, intrând și în Ordinul minoriților (Franciscan), ordin care deținea una din catedrele Facultății de Teologie din Paris (cealaltă aparținând dominicanilor).
În 1248 primește licența în teologie, devenind astfel Magister regens, ocupând catedra în locul lui Alexandru din Hales. A continuat să lucreze la facultate și începând cu 1250 scrie opera sa cea mai întinsă, Comentariul la Cartea Sentințelor lui Petru Lombardul. 
Între 1254 și 1255 a existat o întrerupere a activității universitare a celor două ordine datorită scandalului izbucnit între profesori și călugări. Mai întâi, Papa Inocențiu al IV-lea anulează dreptul dominicanilor și franciscanilor de a preda, apoi Papa Alexandru al IV-lea revine asupra deciziei dar polemica este redeschisă de către Guillaume de Saint Amour, prin lucrarea sa Despre pericolele vremurilor noi (1256), în care acuză cele două ordine de îndepărtare de la doctrina creștină și de cultivare excesivă a științelor. 
Bonaventura va răspunde cu un tratat intitulat De perfectiones evangelicae („Despre desăvârșirile evanghelice”) și, probabil în același an, va scrie Despre reducerea artelor la teologie. În urma unei intervenții diplomatice a lui Albert cel Mare la curia papală, cele două ordine vor primi din nou dreptul de a preda la Universitatea din Paris, Bonaventura și Toma de Aquino fiind desemnați nominal să ocupe cele două catedre de teologie. Astfel încât, după un an de amânare, cei doi acceptă în 1257 numirea papală. 
Totuși, după primirea titlului de doctor, Bonaventura se va retrage din universitate și va alege o viață dedicată întăririi ordinului franciscan (fusese numit și ministru general al ordinului) care trecea printr-o criză internă. Ordinul era deja fracționat în două „partide” numite Spirituales și Relaxti. Prima facțiune insista asupra respectării în literă a regulamentului ordinului, mai ales a regulii sărăciei, fiind însă influențată de ideile lui Gioacchino da Fiore din așa-numita Evangelium aeternum care proclama iminenta coborâre a Sfântului Spirit ce avea să înlocuiască legea lui Cristos. A doua facțiune voia să introducă anumite inovații în regulamentul ordinului. Bonaventura va lovi în ambele tabere, acuzându-i pe primii de erezie iar celorlalți oferindu-le o versiune „oficială” a Constituției ordinului precum și o biografie a sfântului Francisc de Assisi (Legenda Maior), scrisă de Bonaventura, care avea să le înlocuiască pe toate celelalte aflate în circulație (și care au fost distruse în 1266).
Bonaventura va călători între diferite mănăstiri în calitate de conducător al ordinului. Discipolii săi parizieni, însă, vor continua să se implice direct în polemica universitară. Bonaventura va încerca să ducă mai departe tradiția spirituală augustiniană și cea a lui Anselm de Canterbury, compunând tratatul Itinerarium mentis in Deum („Itinerariul minții în Dumnezeu”, 1259). Va scrie și o biografie a Sfântului Francisc de Assisi, numită Leggenda maior (1260), care va deveni versiunea oficială a ordinului Franciscan. 
Printr-o serie de conferințe intitulate Despre cele zece precepte (1267) și Despre cele șapte daruri ale Sfântului Spirit (1268) se va implica personal în cearta pariziană, combătând ideea unității intelectului, a eternității lumii și a determinismului astral. Conferințele sale nu vor viza numai pe Siger de Brabant ci și pe Toma de Aquino și pe Albert cel Mare, prin respingerea idealului de recuperare a tradiției peripatetice. Cele două serii de conferințe, alături de tratatele Despre unitatea intelectului împotriva averroiștilor (al Sfântului Toma) și Despre cincisprezece probleme (al lui Albert cel Mare) se vor afla la originea listei condamnărilor episcopului Tempier din 1270.
În 1273 Bonaventura se implică din nou în polemicile universitare prin rostirea unor Comentarii la Hexameron, după care este creat cardinal.
Papa Grigore al X-lea i-a încredințat pregătirea listei de probleme și organizarea Conciliului de la Lyon, la care se dorea reunificarea Bisericilor de Răsărit și de Apus. De asemenea, la același conciliu, Bonaventura este însărcinat să discute cu reprezentanții Constantinopolului pentru a obține de la aceștia abjurarea actului schismatic. I se datorează, spun unii istorici, faptul că bizantinii au acceptat reunificarea din 1274. 
Între timp părăsește conducerea ordinului (în mai 1274), grav bolnav, iar în luna iulie a aceluiași an moare, la numai câteva luni după Toma de Aquino. A fost înmormântat la Lyon și canonizat în 1482 de către Papa Sixtus al IV-lea, întârzierea datorându-se disensiunilor din sânul ordinului, care au continuat după moartea sa. Condamnarea din 1277 va oferi satisfacție franciscanilor prin introducerea, pe listă, și a câtorva propoziții tomiste.

### Divergențele cu Toma de Aquino
Bonaventura s-a aflat pe linia conservatorismului augustinian, care se opunea aristotelismului din secolul al XIII-lea, reprezentat de Albert cel Mare și Toma de Aquino, fără a fi un necunoscător al lui Aristotel. Dacă este luat în considerare numărul de trimiteri la Aristotel, Bonaventura îl poate concura în mod direct pe Toma. Bonaventura a fost călugăr franciscan, dar niciodată un adversar pătimaș al dominicanului Toma de Aquino.
Există o îndelungată tradiție a „comparării” celor doi teologi. Toma de Aquino era analitic, în timp ce Bonaventura sintetic, apoi că Toma ar fi fost un „Aristotel creștin” în vreme ce Bonaventura rămâne discipolul autentic al lui Augustin. Toma era profesorul universitar prin excelență, Bonaventura predicatorul, Toma ilumina mințile în vreme ce Bonaventura nu se adresa doar intelectului, ci și afectulivității, „aprinzând” inimile. În fine, Toma a fost supranumit „doctorul angelic” iar Bonaventura „doctor serafic” (Papa Leon al XIII-lea l-a numit „Prințul misticilor”). Se distingea, în orice caz, de majoritatea scolasticilor. Unul din comentatorii săi nota că „Bonaventura a fost abandonat de toți scolasticii cu pietate precară”.

## Cult
Canonizat de Papa Sixt al IV-lea în 1482.
Declarat învățător al Bisericii de Papa Sixt al V-lea, în 1588 și supranumit "învățătorul serafic" (doctor seraphicus).
Sărbătorit în Biserica Catolică la 15 iulie.

## Opera

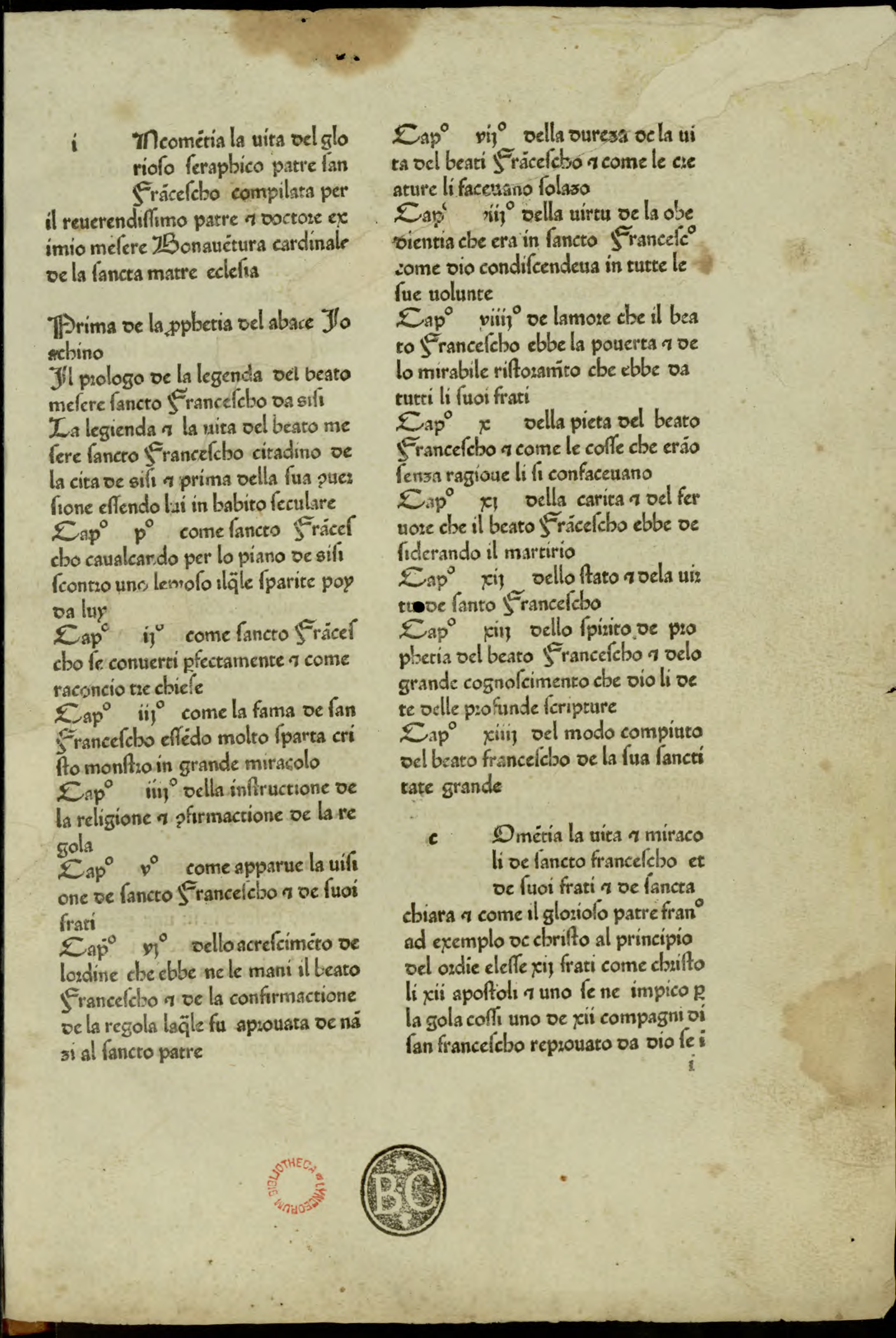
Legenda maior, 1477

Cele mai importante opere ale lui Bonaventura conțin o unitate sistemică autentică, abordând cele mai semnificative probleme filosofice ale Evului Mediu. 
A lăsat circa 45 lucrări din toate domeniile teologiei și filosofiei. Pe lângă Toma de Aquino, este cel mai însemnat teolog al Evului Mediu, mai apropiat în gândire de Sf. Augustin de Hipona. Potrivit concepției lui, teologia trebuie să ducă la mistică, la experiența religioasă. Lucrări mai importante:
- Commentarii in IV libros Sententiarum Petri Lombardi; (Comentariul la sentințe), este lucrarea cea mai întinsă, fiind scrisă la cererea superiorilor, când Bonaventura avea numai douăzeci și șapte de ani. Este o adevărată sumă, în patru cărți, tratând despre Dumnezeu, despre Trinitate, Creație și cădere, Întrupare și Înviere, Grație, Sacramente, Judecata de Apoi, adică întregul câmp al teologiei scolastice.
- Quaestiones disputatae de perfectione evangelica;
- Breviloquium (compendiu de teologie, scrisă înainte de 1257); este un reumat al Comentariului la Sentințe, în care toate problemele sunt tratate ca și consecințe ale noțiunii de Dumnezeu.
- De reductione artium ad theologiam (clasificare sistematică a tuturor științelor, dintre care teologia este arătată ca fiind cea mai înaltă). Aplicând teoria iluminării divine a cunoașterii asupra unei taxonomii a științelor , încearcă să demonstreze că acestea se reduc (sau se „convertesc”) la Teologie ca la un centru natural al lor.
- Itinerarium mentis in Deum (principala lucrare de mistică, subsumează lucrurile lui Dumnezeu ca scop final).
- Collationes in Hexaemeron.

Bonaventura a lăsat și lucrări mistice: 
- De Triplici Via,
- Soliloquium,
- Lignum vitae,
- De sex alis seraphim,
- Vitis mystica,
- De Perfectione vitae.

Succesul textelor lui Bonaventura a fost enorm. Poate că nici un alt autor medieval nu s-a bucurat de atât de multe cópii, primele cataloage datând din 1282 (Salimbene de Parma), 1293 (Henri de Gand), 1305 (Ubertino de Casale), 1327 (Ptolemeu de Lucca), 1368 (Cronica celor XXIV generali), iar în secolul al XV-lea se cunosc nu mai puțin de cincizeci de ediții. 

### Ediții
- Doctoris Seraphici S. B. Opera omnia, 10 vol., Quaracchi 1882-1902; (Studiul științific al textelor lui Bonaventura se bazează pe această ediție a Fraților Minori de la Quaracchi).
- Opera theologica selecta, 4 vol., 1934-1949. -
- Collationes in Hexaemeron, ed. îngrijită de F. M. Delorme, Quaracchi 1934.
- Soliloquium de quatuor mentalibus exencitiis. Alleingespräch über die vier geistl. Übungen, hrsg. u. übers. v. Josef Hosse, 1958.
- Itineranium mentis in Deum. De reductione antium ad theologiam. Pilgerbuch der Seele zu Gott. Die Zurückführung der Künste auf die Theol. Eingel., übers. u. erl. v. Julian Raup, 1961. - Collationes in Hexaemeron. Das Sechstagewerk. Übers. u. eingel. v. Wilhelm Nyssen, 1964.

## Ediții în limba română
- Bonaventura, Despre reducerea artelor la teologie, traducere de Horia Cojocaru, tabel cronologic, note și comentarii de Alexander Baumgarten, Editura Charmides, Bistrița, 1999;
- Bonaventura, Despre reducerea artelor la teologie, ediția a II-a revizuită, traducere de Horia Cojocaru, tabel cronologic, note și comentarii de Alexander Baumgarten, Editura Univers Enciclopedic, București, 2010;
- Bonaventura, Itinerariul minții în Dumnezeu, traducere, note și postfață de Gh. Vlăduțescu, Editura Științifică, București, 1994.
- Bonaventura, Itinerariul minții spre Dumnezeu, ediție bilingvă, traducere, studiu și note de Florina-Rodica Hariga, studiu introductiv de Alexander Baumgarten, Editura Polirom, Iași, 2012.
- Bonaventura, Leggenda major: Viața Sfântului Francisc de Assisi, traducere de pr. Alois Donea, revizuire și îngrijire de Daniel-Cătălin Romilă, Editura Serafica, Roman, 2017.